# Karl Pfaff (Unternehmer)

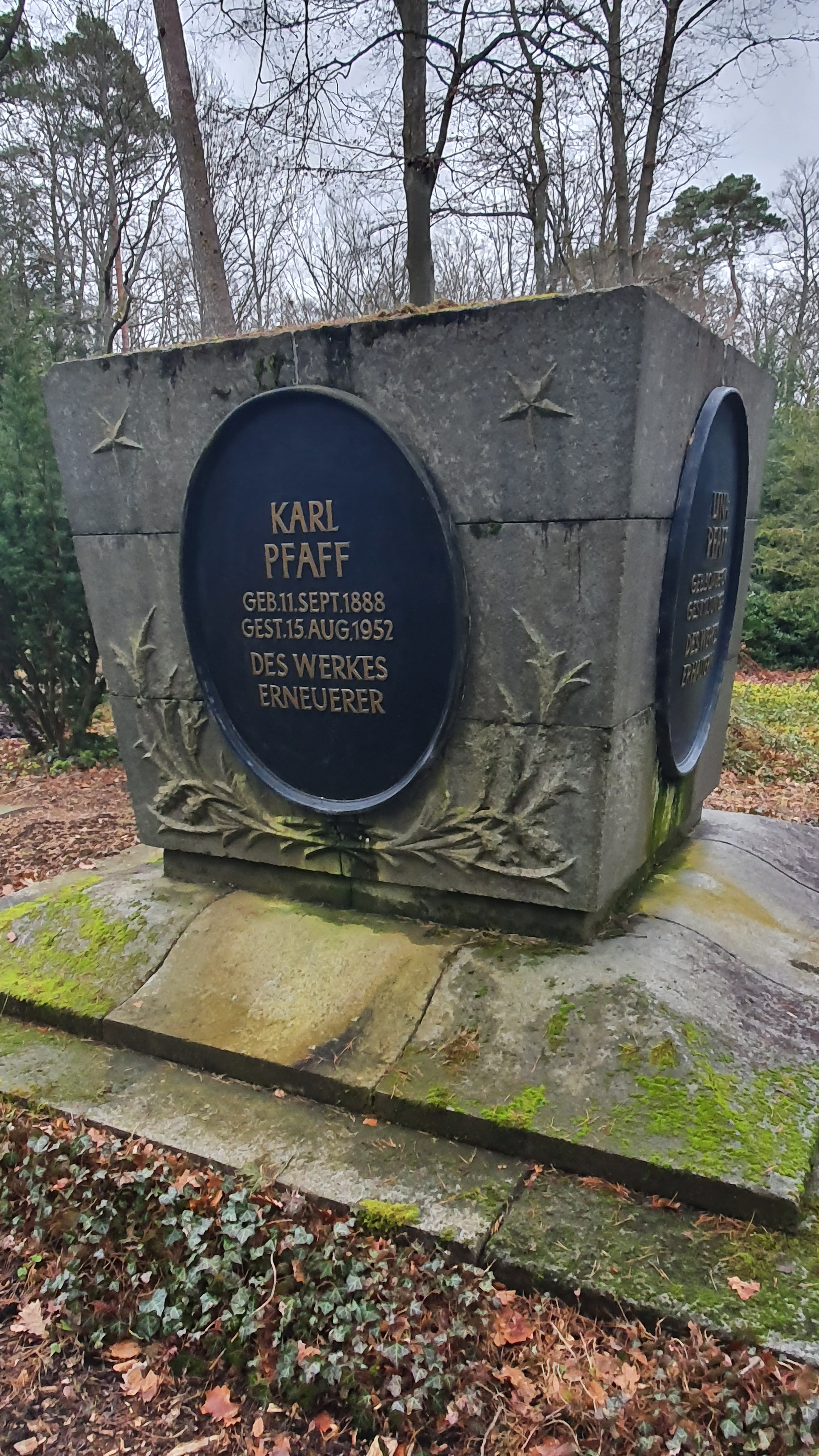
Grabstätte von Karl Pfaff, Waldfriedhof Kaiserslautern

Karl Pfaff (* 11. September 1888 in Kaiserslautern; † 15. August 1952 ebenda) war ein deutscher Maschinenbau-Unternehmer und der Enkel von Georg Michael Pfaff, dem Gründer der Nähmaschinenfabrik Pfaff. In dieser Position war er nach dem Tod von Georg und Lina Pfaff das letzte Mitglied der Familie Pfaff im Vorstand des Unternehmens. Sein Vater Jakob Pfaff, der jüngere Sohn des Unternehmensgründers, verstarb bereits 1889.
Pfaff übernahm nach dem Tod von Lina Pfaff die Unternehmensführung. Zu seiner Zeit wurde das im Zweiten Weltkrieg stark zerstörte Pfaffwerk nach Planung des Architekten Fritz Seeberger wiederaufgebaut und erweitert. In dieser Zeit entstanden auch das straßenbildprägende Eingangsportal und das neue Verwaltungsgebäude.
Karl Pfaff starb 1952 unerwartet ohne Erben. Nach seinem Tod wurde das Unternehmen von Hugo Lind weitergeführt.
1953 wurde zu Ehren von Karl Pfaff die neu errichtete Werksiedlung Karl-Pfaff-Siedlung genannt.